# It Don’t Come Easy
«It Don’t Come Easy» (с англ. — «Это не даётся легко») — песня, написанная Ринго Старром и Джорджем Харрисоном в 1970 году. Записана впервые Ринго Старром 8 марта 1970 года, впервые выпущена лейблом Apple Records как внеальбомный сингл в апреле 1971 года (с песней «Early 1970», написанной Ринго Старром, в качестве би-сайда). Этот сингл стал первым сольным синглом для Старра в Великобритании, но вторым в США (там ранее был выпущен сингл Старра «Beaucoups of Blues»). Сингл добился успеха в чартах синглов: поднялся до 1-го места в Канаде, до 4-го места в Великобритании и США. Песня «It Don’t Come Easy» стала своеобразной «визитной карточкой» Ринго Старра — с неё он начинал и начинает многие свои концертные программы, она входит во многие его концертные альбомы и сборники.

## О песне
Существует демоверсия песни, где Харрисон поёт вокал для «ориентировки» Старра (англ. guide vocal). Высказывалось предположение, что сначала Харрисон написал песню по-своему, а уже затем она была доделана совместно им и Старром.
В помещённой на сторону «Б» сингла песне «Early 1970» Старр играет на акустической гитаре, фортепиано, барабанах и поёт ведущий вокал, а Харрисон играет на гитаре, бас-гитаре и поёт бэк-вокал. Текст песни относится к жизни The Beatles во времена их распада в начале 1970 года (отсюда и название).
Обе песни сингла были спродюсированы Харрисоном и опубликованы (англ. published by) Startling Music.

## Запись песни
Запись новой композиции началась вечером 18 февраля 1970 года на Эбби Роад, в студии № 2, в период сессий звукозаписи первого сольного альбома Старра Sentimental Journey. Ранее в этот день Старр перезаписал свой вокал в песнях «Have I Told You Lately That I Love You» и «Let the Rest of the World Go By», предназначавшихся для Sentimental Journey. На этом этапе новая песня носила рабочее название «You Gotta Pay Your Dues» (с англ. — «Ты должен платить по счетам»).
На этой первой сессии продюсером был Джордж Мартин, Харрисон играл на акустической гитаре и руководил остальными музыкантами: Старром (барабаны), Клаусом Форманом (бас-гитара), Стивеном Стиллзом (фортепиано). Между 7 часами вечера и половиной первого ночи было записано 20 дублей «базового» трека (аккомпанемента); как «лучший» был помечен 20-й дубль. Затем Старр дозаписал ведущий вокал, а Харрисон — две партии на электрогитаре. Сессия была закончена в 4 часа утра; песня была смикширована в стерео-микс.
На следующий день, 19 февраля 1970 года, после записи наложений для песни «Love Is a Many-Splendored Thing», запись «You Gotta Pay Your Dues» продолжилась. Старр между 5 и 6 часами вечера записал наложением другую партию ведущего вокала на выбранный вчера «лучшим» 20-й дубль аккомпанемента. Харрисон в этот день на записи не присутствовал, однако есть предположения, что в этот день в студии мог быть и участвовать в записи Эрик Клэптон. После перерыва, продолжавшего один час, было решено переделать песню; поэтому с 7 до 11 вечера был записан ещё один вариант аккомпанемента (дубли с 21 по 30). Из новых треков «лучшим» был выбран дубль 30, и на него добавочно были записаны две партии бас-гитары; сессия закончилась в 1:30 ночи.
Эта версия песни, однако, осталась незавершённой, поскольку 8 марта 1970 года Старр решил снова переделать «It Don’t Come Easy» (как теперь называлась песня). Запись, возможно, проходила в студии Trident Studios (документация об этой записи пока не обнаружена — всё, что известно, это то, что запись проходила не на Эбби Роуд). В записи участвовали Харрисон (продюсирование, гитара), Клаус Форман (бас-гитара), Стивен Стиллз (фортепиано), Мэл Эванс (тамбурин) и Рон Каттермол (англ. Ron Cattermole) (саксофон, труба).
Запись наложений продолжилась следующим утром, снова при продюсировании записи Харрисоном. В таком виде песня была оставлена до октября 1970 года, когда были записаны ещё какие-то наложения (детали неизвестны).
Ранний микс с этих сессий звукозаписи можно найти на бутлегах; ведущий вокал там исполняет Харрисон. Аккомпанемент практически идентичен выпущенной на сингле версии (только ещё не добавлены духовые инструменты). Во время гитарного брейка бэк-вокалисты (Пит Хэм и Том Эванс из Badfinger) добавляют строку «Харе Кришна»; это можно услышать на финальном миксе Старра, хотя и тихо на фоне остального звучания. После гитарного соло, вместо того чтобы начать следующий куплет, здесь следует повторение гитарной фразы, открывающей песню, играемой Харрисоном, — и снова бэк-вокалисты дважды поют «it don’t come, oh no, you know it don’t come easy», а Харрисон добавляет (немного «крикливо») несколько строк позади бэк-вокала перед возвращением к началу следующего куплета. В последующем течении песни также добавлено несколько вокальных фраз бэк-вокалистов.

## Выпуск песни
Когда в марте 1970 года новости о записи песни с участием Харрисона и Старра стали известны прессе, Apple отвечала на вопросы журналистов, что «нет абсолютно никаких планов издавать запись в виде сингла в настоящее время». Сингл с песней был выпущен лишь 9 апреля 1971 года в Великобритании (16 апреля в США).
Второй (в Великобритании — первый) сольный сингл Старра (с би-сайдом «Early 1970», где, кроме Старра, участвует Харрисон, продюсируя, играя на гитаре и исполняя бэк-вокал) в чарте синглов NME 21 апреля 1971 года стартовал на 12-м месте и за две недели поднялся до 5-го места, оставаясь в чарте на протяжении девяти недель.

## Исполнения песни на концертах и последующие издания
Ринго Старр исполнил песню на Концерте для Бангладеш (концерт состоялся 1 августа 1971 года в Нью-Йорке, в зале Madison Square Garden); это исполнение было отмечено в числе прочего и тем, что Старр забыл часть слов песни. Этот его «прокол» остался на записи, вошедшей в одноимённый концертный альбом и фильм, снятый на концерте.
«It Don’t Come Easy» была выпущена в США как внеальбомный сингл (Apple 1831) 16 апреля 1971 года и дебютировала в американском чарте синглов Billboard 1 мая 1971 года . Сингл поднялся до 4-го места и оставался в чарте Top 40 одиннадцать недель.
Песня не включалась ни в один из альбомов Старра до выпуска в 1975 его сборника лучших хитов (greatest hits) Blast from Your Past.
Песня также звучала в телешоу Ringo, показанному по американскому телеканалу NBC-TV в 1978 году. Хотя Старр для телешоу сделал новые записи нескольких песен, «It Don’t Come Easy» прозвучала в версии, изданной на сингле в 1971 году.
12 марта 1974 года EMI выпустила в Великобритании сингл «It Don’t Come Easy» / «Back Off Boogaloo».
В перезаписи хита Старра 1972 года, «Back Off Boogaloo», сделанной для его альбома Stop and Smell the Roses, в партиях бэк-вокала (аранжированного и спетого Гарри Нилссоном) есть отсылки и на несколько битловских песен, и на «It Don’t Come Easy».
В 1987 кавер-версия песни была использована в рекламном ролике для сети магазинов 7-Eleven, со слоганом «Where the good things come easy» (с англ. — «Где хорошие вещи приходят легко»).
Старр включил песню в сет-лист своего тура по США (в составе новообразованной группы Ringo Starr & His All-Starr Band), проходившего в июле-августе 1989, и исполнением этой песни открывается концертный альбом с этого тура Ringo Starr and His All-Starr Band (1990). Песня также вошла на 5" CD-сингл, выпущенный в США в делюкс-издании CD-версии этого альбома.
В 1991 «It Don’t Come Easy» была добавлена как бонус-трек в CD-версию переиздания альбома Ringo; также бонус-треками были добавлены песни «Down and Out» and «Early 1970».
Американская рок-группа The Smithereens сделала кавер-версию песни, издав её в альбоме своих редких записей, Attack of the Smithereens.
В песне Старра «Don’t Go Where the Road Don’t Go» в его альбоме 1992 года Time Takes Time присутствует «привет от одной песни другой» — во время средней части (англ. bridge) в строке «Well I said It Don’t Come Easy, well I sure know how it feels» (с англ. — «Что ж, я говорил „Это не приходит легко“; что ж, я уверен, что знаю, что при этом чувствуешь»).
Песня Старра «Eye to Eye» в его альбоме 2003 года Ringo Rama начинается со строки «Remember when I said it don’t come easy, that seems so long ago» (с англ. — «Помню, я говорил „это не приходит легко“; похоже, это было так давно»).
Вместе с присутствием Старра как «приглашенного гостя», песня появляется в мультсериале The Simpsons, в эпизоде «Brush with Greatness». Песня используется как фоновая музыка, когда Мардж Симпсон рисует портрет мистера Бёрнса.

## Участники записи
- Ринго Старр — ведущий вокал, барабаны
- Джордж Харрисон — гитара
- Клаус Форман — бас-гитара
- Stephen Stills — фортепиано
- Ron Cattermole — саксофон, труба
- Pete Ham (из Badfinger) — бэк-вокал
- Tom Evans (из Badfinger) — бэк-вокал